# Font del Roc (Siall)
La Font del Roc és una font del terme municipal d'Isona i Conca Dellà, en territori del poble de Siall, de l'antic municipi d'Isona.
Està situada a 897 m d'altitud, a ponent de Siall, al vessant nord-est del Turó de la Colomera, a l'esquerra del barranc de la Colomera. És en un coster entre el barranc de les Marrades (est) i el Clot del Negral (oest).